# Райдинг-Маунтин
Национальный парк Райдинг-Маунтин (англ. Riding Mountain National Park, фр. Parc national du Mont-Riding) — национальный парк Канады, расположенный на юго-западе канадской провинции Манитоба. С 1986 года парк является ядром одноимённого биосферного резервата.

## Физико-географическая характеристика
Национальный парк Райдинг-Маунтин расположен в 265 км северо-западнее Виннипега. В 95 км южнее парка по трассе 10 находится город Брандон, а в 13 км севернее парка по той же трассе — город Дофин, в котором функционарует ближайший коммерческий аэропорт. Восточные ворота парка расположены на трассе 19. В окрестностях парка находятся также четыре индейские резервации, которые входят в транзитную зону биосферного резервата.
Парк является частью Манитобского эскарпмента, его высота над уровнем моря и окружающих Канадских прерий составляет в среднем 500 метров и колеблется от 304 до 755 метров. На севере парка расположены бореальные леса, на востоке у подножия эскарпмента полоса лиственного леса, на западе обширные поля и болота.
Канадские прерии, на которых расположен парк, характеризуются континентальным климатом. Самым тёплым месяцем является июль со средней температуро1 15,6 °C (от 8,3 до 23,9), а самым холодным — январь — со средней температурой −20,6 (от −13,8 до −27,3). В среднем в год выпадает 476 мм осадков.
|  |  |  |

## Флора и фауна
Большая часть резервата, более 13 200 км², покрыта лесами. Оставшиеся 74 км² представляют собой восточную границу ареала овсяницы (Festuca scabrella) и стали основной причиной образования национального парка. Основные виды деревьев в лесах отличаются в зависимости от типа почвы. Сухие почвы характеризуются такими видами как осина (Populus tremuloides), тополь бальзамический (Populus balsamifera), ель белая (Picea glauca); сухие песчаные почвы — сосна Банкса (Pinus banksiana); влажные почвы — ель чёрная (Picea mariana), лиственница американская (Larix laricina); восточные леса твёрдых пород — вяз американский (Ulmus americana), клён ясенелистный (Acer negundo), (Acer spicatum), (Frazinus pennsylvanica), (Quercus macrocarpa).
В парке обитает 233 вида птиц, 60 видов млекопитающих, а также 10 видов рептилий и амфибий. Больше всего в парке представлены такие виды как лось, серый волк (Canis lupus), обыкновенный бобр, чёрный медведь (Ursus americanus), белохвостый олень, койот (Canis latrans).
|  |